# Isidor Georg Henschel
Isidor Georg Henschel (Breslau, actual Wrocław, Baixa Silèsia, llavors part de Prússia (després Alemanya i ara Polònia), 18 de febrer de 1850 - Aviemore, Escòcia, 9 d'agost de 1934) fou un baríton, director d'orquestra i compositor alemany.

## Biografia
Henschel va néixer a Breslau, actual Wrocław (Baixa Silèsia), i va estudiar piano, fent la primera actuació en públic a Berlín el 1862. Seguidament va estudiar cant, inicialment com a basso profundo, però poc després va desenvolupar una veu de baríton. El 1868, va cantar el paper de Hans Sachs en un concert de Die Meistersinger von Nürnberg a Múnic. Tret d'una excepció menor i no planificada, mai va cantar sobre els escenaris, sinó que només va actuar en concerts.
Era amic íntim de Johannes Brahms, a qui va conèixer el maig de 1874 al Festival de Música de la Baixa Renània a Colònia, on Henschel va cantar el paper de Harpha a l'oratori Samson de Händel. L'amistat va durar fins a la mort de Brahms; Henschel explica a les seves memòries que va arribar a Viena unes poques hores massa tard per veure Brahms abans de la seva mort, i que la seva darrera trobada havia estat a un restaurant de Leipzig un any abans, on també hi havia Edvard Grieg i Arthur Nikisch.

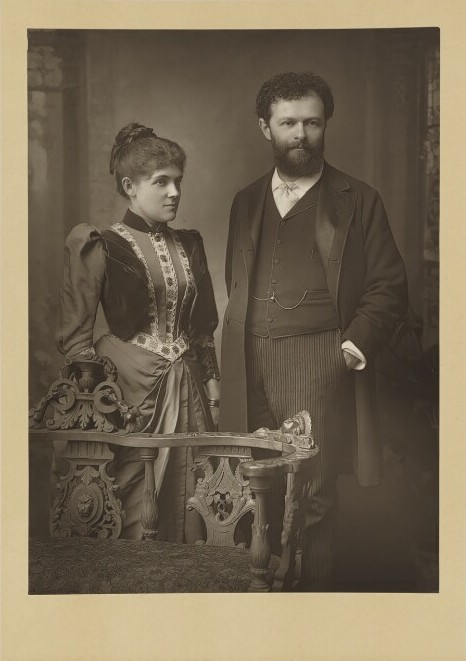
Fotografia de Henschel amb la seva dona, Lillian June Henschel, née. Bailey (1891)

El 1877, Henschel va començar una carrera reeixida a Anglaterra, cantant als principals concerts, i el 1881 es va casar amb la soprano americana Lilian June Bailey (1860–1901), que va aparèixer amb ell en diversos recitals vocals tant als Estats Units com a Europa fins al 1884. El sentit interpretatiu altament desenvolupat de Henschel i el seu estil el feien un cantant de concerts ideal, i també destacava com a acompanyant. De fet, de vegades combinava les dues funcions; apareix en gravacions de 1928 de Columbia Graphophone Company cantant lieder de Schubert i Schumann amb el seu propi acompanyament.
Henschel també era un director d'orquestra destacat. Va el director de l'Orquestra Simfònica de Boston durant tres temporades a partir de la seva fundació el 1881; després de ser-ne nomenat, va enviar les seves idees innovadores per distribuir el públic a Brahms, que hi va respondre positivament en una carta a mitjan novembre de 1881. El 1886, va començar la sèrie de Concerts Simfònics de Londres, i el 1893 es va convertir en el director de la Royal Scottish National Orchestra.
Entre les seves obres n'hi ha d'instrumentals, com un Stabat Mater (Festival de Birmingham, 1894), una òpera, Nubia (Dresden, 1899), i un rèquiem (Boston, 1903). El 1907, va publicar una col·lecció dels seus diaris i correspondència a Personal Recollections of Johannes Brahms, i el 1918 a Musings and Memories of a Musician. La seva missa a cappella de vuit parts es va cantar per primer cop el 1916.
El 1914 va rebre el títol de cavaller, i el mateix any va rebre un llaüt amb la inscripció "una mostra de gratitud per quaranta anys de cançons" en un concert de comiat. Va fer de professor a l'Institut d'Art Musical (actualment, la Juilliard School) a Nova York, on va conèixer la seva segona esposa, Amy Louis, que era una de les seves estudiants. També va fer de professor a la soprano Lucia Dunham, i a Mary Augusta Wakefield i Maria Brema mentre era a Anglaterra.

## Obres
- Nubia. (òpera) estrenada amb gran èxit a Dresden el 1899
- un Stabat Mater,
- un Te Déum,
- un Rèquiem,
- dues serenates, per a orquestra,
- un Quartet de corda,
- una Balada, per a violí,
- i música per a escena per la tragèdia Hamlet.

Va publicar Musings and Memories of a Musician (1918) i Articulation in Singsing, manual de cant (1926).